# Lamprigera scutatus
Lamprigera scutatus là một loài bọ cánh cứng trong họ Đom đóm (Lampyridae). Loài này được Fairmaire miêu tả khoa học năm 1897.